# The Boys presenta: Diabolico!
The Boys presenta: Diabolico!  (The Boys Presents: Diabolical), nota anche come The Boys: Diabolico! (The Boys: Diabolical) o semplicemente Diabolico! (Diabolical), è una serie animata antologica per adulti statunitense del 2022 creata da Eric Kripke, Seth Rogen, Evan Goldberg e da tutti i produttori esecutivi della serie televisiva The Boys, insieme a Simon Racioppa.
Basata sulla serie a fumetti The Boys di Garth Ennis e Darick Robertson, funge da spin-off per l'omonima serie televisiva.
La serie è stata pubblicata su Prime Video dal 4 marzo 2022 in tutti i territori in cui il servizio è disponibile.
La serie antologica è composta da otto episodi, ciascuno con il proprio stile di animazione e con la propria storia autoconclusiva ambientata nell'universo della serie The Boys; il tono delle storie può variare da completamente comico a completamente drammatico.
La serie ha ricevuto il plauso della critica con elogi per l'animazione, per il doppiaggio originale, per la sceneggiatura, per l'umorismo e per i temi.

## Episodi
| Stagione       | Episodi | Pubblicazione |
| -------------- | ------- | ------------- |
| Prima stagione | 8       | 2022          |

## Doppiatori originali
- Awkwafina
- Michael Cera
- Don Cheadle
- Chace Crawford
- Kieran Culkin
- Giancarlo Esposito
- Jason Isaacs
- Kumail Nanjiani
- Simon Pegg
- Justin Roiland
- Andy Samberg
- Ben Schwartz
- Elisabeth Shue
- Christian Slater
- Kevin Smith
- Antony Starr
- Kenan Thompson
- Aisha Tyler
- Youn Yuh-jung

## Produzione
La serie è stata annunciata per la prima volta al panel del CCXP Worlds 2021 per Prime Video in Brasile. È stata presentata come una serie antologica animata ambientata nell'universo di The Boys, con i produttori esecutivi Seth Rogen ed Evan Goldberg che l'hanno paragonata ad Animatrix. La serie è composta da otto nuovissime storie create da Awkwafina, Garth Ennis, Eliot Glazer e Ilana Glazer, Evan Goldberg e Seth Rogen, Simon Racioppa, Justin Roiland, Ben Bayouth, Andy Samberg e Aisha Tyler. La serie è stata pubblicata su Prime Video il 4 marzo 2022.
Eric Kripke ha dichiarato che l'idea di creare Diabolico! è nata durante la pandemia di COVID-19, quando i produttori volevano pubblicare qualcosa durante l'attesa per la terza stagione di The Boys. A causa delle restrizioni sulla maggior parte delle produzioni live-action, hanno deciso di provare a creare un'antologia animata utilizzando forme e stili diversi.
Diversi membri chiave del cast sono stati annunciati con il primo teaser trailer nel febbraio 2022, che includeva molti dei creatori. Nello stesso mese è stato rilasciato un trailer completo con il resto del cast. Ciò includeva l'annuncio che Pegg avrebbe fornito la voce di Hughie Campbell, un personaggio che è stato a lungo associato a Pegg: Pegg non aveva potuto interpretarlo in live action, essendo troppo vecchio per il personaggio quando è stata prodotta la serie.
Eric Kripke in seguito ha chiarito che la troupe di produzione della serie considerava canonici solo 3 episodi (gli ultimi 3 della prima stagione) nonostante l'intera serie fosse pubblicizzata come tale. Mentre Io sono il tuo pusher è ambientato nell'universo dei fumetti.

## Accoglienza
Sul sito web aggregatore di recensioni Rotten Tomatoes, la serie ha un punteggio di approvazione del 97% basato su 35 recensioni, con una valutazione media di 7.7/10. Il consenso della critica del sito web recita: "I cortometraggi animati di Diabolico! hanno lo stesso impatto enorme di The Boys, trasponendo lo scabroso commento sociale della serie originale in un mezzo da cartone animato che è altrettanto divertente-diabolico, e sicuramente non per i bambini". Metacritic, ha assegnato un punteggio ponderato di 70 su 100 basato su 7 critici, indicando "recensioni generalmente favorevoli".

## Riconoscimenti
- 2022 – Hollywood Critics Association[13]
  - Candidato - Miglior serie animata di cortometraggi
- 2022 – Primetime Emmy Awards
  - Vinto - Miglior realizzazione individuale nell'animazione[14] a Lexy Naut (artista di storyboard) per l'episodio Boyd del 3D
  - Candidato - Miglior serie animata di cortometraggi[15][16] a Simon Racioppa, Eric Kripke, Seth Rogen, Evan Goldberg, James Weaver, Neal H. Moritz, Pavun Shetty, Ori Marmur, Ken F. Levin, Jason Netter, Garth Ennis, Darick Robertson, Michaela Starr, Loreli Alanís, Chris Prynoski, Shannon Prynoski, Ben Kalina, Andy Samberg, Steve Ahn, Giancarlo Volpe e Meredith Layne per l'episodio John e Sun-Hee
- 2022 – Saturn Awards[17]
  - Candidato - Miglior serie animata in televisione
- 2022 – Hollywood Music in Media Awards[18]
  - Candidato - Miglior colonna sonora originale per un film d'animazione in streaming (nessuna uscita nelle sale) a Steven Bernstein e Julie Bernstein per l'episodio Laser Baby va in città.